# Жемчужина (футбольный клуб, Будённовск)
«Жемчу́жина» — российский футбольный клуб из Будённовска, Ставропольский край. Основан в 1991 году. До 1994 года выступал под названием «Дружба». В 2001 году выступал под названием «Жемчужина-Лукойл». 26 января 2005 года отказался от участия во втором дивизионе.

## Результаты выступлений
| Первенство | Первенство                      | Первенство | Кубок | Примечания                             |
| Сезон      | лига/дивизион                   | Место      | Кубок | Примечания                             |
| ---------- | ------------------------------- | ---------- | ----- | -------------------------------------- |
| 1989       | Кубок Ставропольского края      |            |       |                                        |
| 1990       | «Футбол России»                 | 2          |       |                                        |
| 1991       | Вторая низшая лига СССР, зона 1 | 14 из 22   | —     | Распад СССР                            |
| 1992       | Вторая лига России, зона 1      | 12 из 20   | 1/256 |                                        |
| 1993       | Вторая лига России, зона 1      | 6 из 14    | 1/64  | ▼ Переход в третью лигу                |
| 1994       | Третья лига, зона 1             | 16 из 17   | 1/128 | Снялся после 1-го круга                |
| 1995       | Чемпионат Ставропольского края  | 3          |       |                                        |
| 1996       | Чемпионат Ставропольского края  | 5          |       |                                        |
| 1997       | Чемпионат Ставропольского края  | 5          |       |                                        |
| 1998       | Чемпионат Ставропольского края  | ?          |       |                                        |
| 1999       | Чемпионат Ставропольского края  | 9          |       |                                        |
| 2000       | Чемпионат Ставропольского края  | 1          |       |                                        |
| 2001       | Чемпионат Ставропольского края  | 4          |       |                                        |
| 2001       | КФК, зона «Юг»                  | из 16      | —     | ▲ Переход во второй дивизион           |
| 2002       | Второй дивизион, зона «Юг»      | 15 из 21   | 1/256 |                                        |
| 2003       | Второй дивизион, зона «Юг»      | 12 из 20   | 1/512 |                                        |
| 2004       | Второй дивизион, зона «Юг»      | 16 из 17   | 1/512 | Расформирование после окончания сезона |

## Главные тренеры
- Сулейманов, Александр Михайлович (1991)
- Шереметьев, Валерий Пантелеймонович (1992)
- Ташуев, Сергей Абуезидович (1992—1993)
- Сафарян, Юрий Багратионович (1994)
- Головин, Дмитрий Борисович (2001—2002)
- Зименков, Сергей Анатольевич (2002)
- Гаглоев, Фёдор Иванович (2004)
- Шестаков, Сергей Николаевич (2004)